# Las Vegas Ballpark
O Las Vegas Ballpark é um estádio localizado em Summerlin, estado de Nevada, nos Estados Unidos, possui capacidade total para 10.000 pessoas, é a casa do time do Las Vegas Aviators que joga atualmente na liga menor de beisebol nível triplo A Pacific Coast League, , o estádio foi inaugurado em 2019 em substituição ao Cashman Field.